# Köksskåp

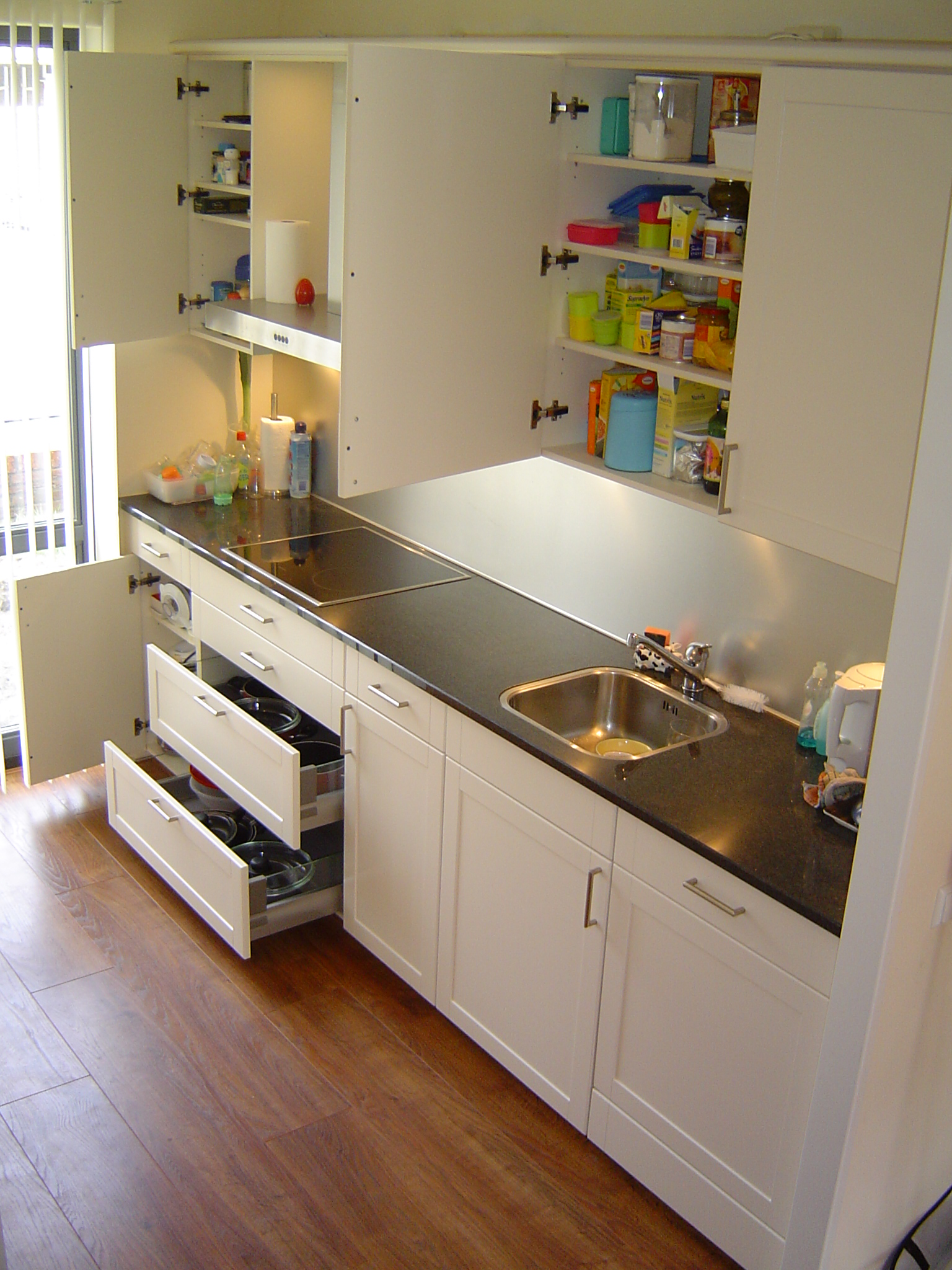
Några öppna köksskåp.

Ett köksskåp är ett skåp i ett kök, oftast fast monterat enligt standardmått. I köksskåp brukar man ha husgeråd och specerier. Vanliga varianterna är överskåp som går upp till taket, och underskåp från golv till arbetsyta.